# Michel Ferdinand d’Albert d’Ailly

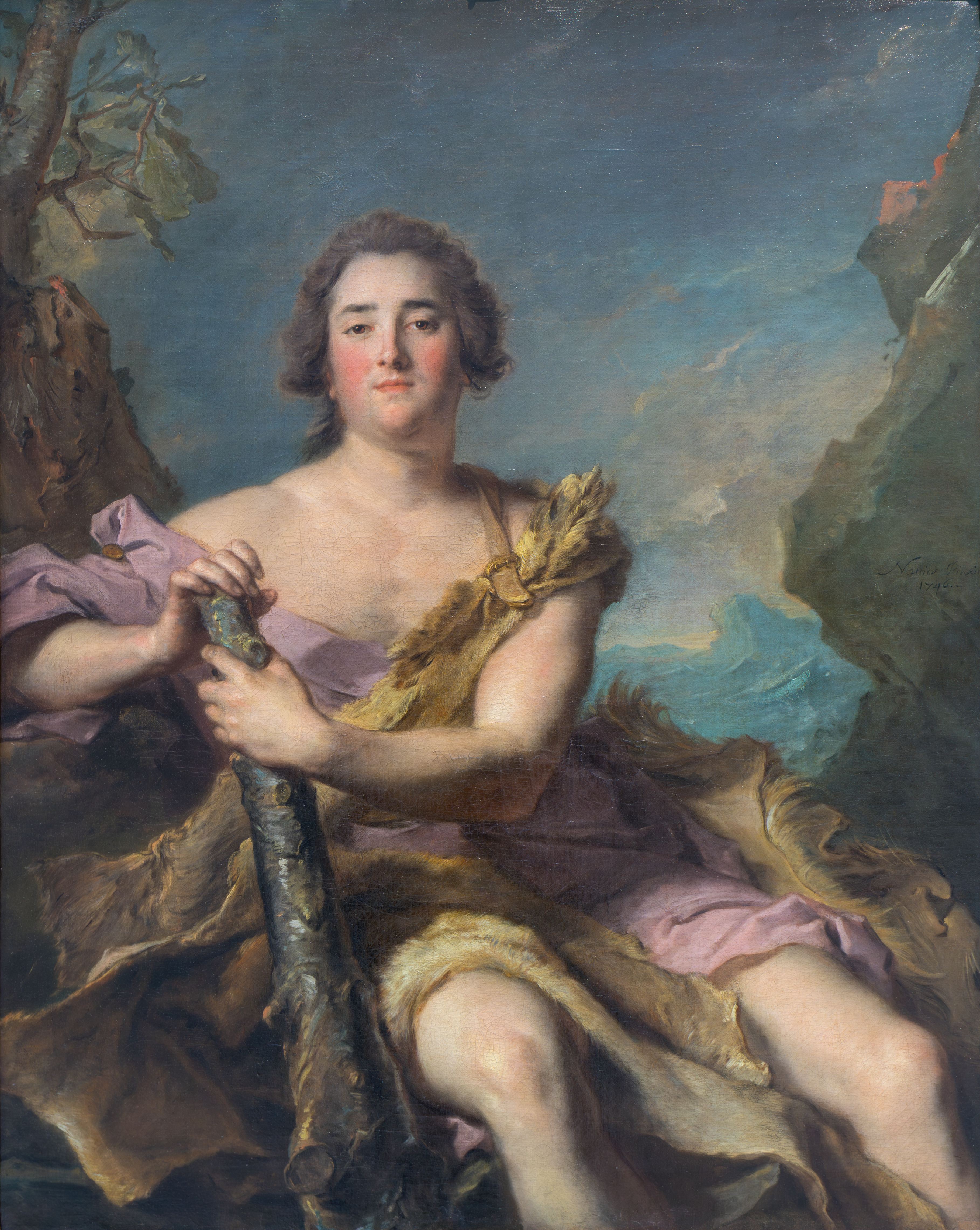
Le duc de Chaulnes, représenté en Hercule (1714–1769). Michel Ferdinand d’Albert d’Ailly (1714–1769), lieutenant-général gouverneur de Picardie.
(Der Herzog von Chaulnes, dargestellt als Herkules.)
Gemälde von Jean-Marc Nattier, 1747

Michel Ferdinand d’Albert d’Ailly (* 30. Dezember 1714 in Versailles; † 23. September 1769 in Paris), 5. Duc de Chaulnes, Vidame d’Amiens, Duc de Picquigny, Pair de France, war ein französischer Adliger, Offizier, Physiker und Astronom.

## Leben
Er war das siebte Kind und der vierte Sohn von Louis Auguste d’Albert d’Ailly (1676–1744), 4. Duc de Chaulnes, und Marie-Anne Romaine de Beaumanoir (1688–1745), Tochter des Marquis de Lavardin. Nach dem Tod von Charles François, Duc de Picquigny, des letzten seiner drei Brüder, wurde er 1731 Stammhalter seines Zweiges des Hauses Albert. Er erhielt den Titel Duc de Picquigny, bis er 1744 nach dem Tod seines Vaters 5. Duc de Chaulnes und im folgenden Jahr vor dem Parlement zum Pair de France vereidigt wurde.
Im Alter von 7 Jahren wurde er Kanoniker in Straßburg. Nachdem mit Charles François der letzte seiner drei Brüder 1731 gestorben war, trat der 15-Jährige den Mousquetaires de la garde bei, 1733 wechselte er zu den Chevau-léger de la garde du roi.

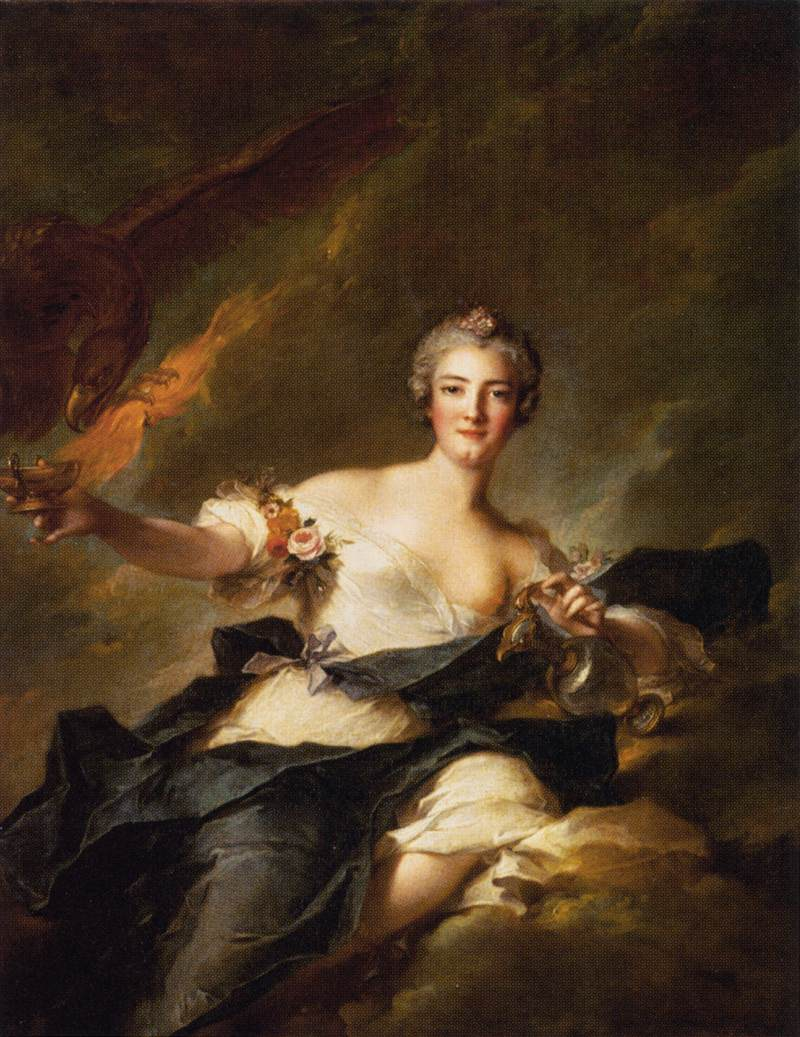
La Duchesse de Chaulnes, représentée en Hébé
(Die Herzogin von Chaulnes, dargestellt als Hebe.)
Gemälde von Jean-Marc Nattier, 1744

Im Februar 1734 heiratete er Anne Josèphe Bonnier de La Mosson (1718–1787), die Tochter von Joseph Bonnier de La Mosson, dem Schatzmeister (Steuereinnehmer) der États de Languedoc (Ständeversammlung), was ihm ein beträchtliches Vermögen einbrachte. Die lebhafte junge Frau wurde rasch zu einem Teil der höfischen Gesellschaft. 1744 ließ sie sich von dem Hofmaler Jean-Marc Nattier im Stil der Zeit als Hebe, der Frau des Herkules porträtieren, worauf ihr Ehemann sich gehalten fühlte, sich von demselben Künstler als Herkules darstellen zu lassen.
Sie hatten einen Sohn, Louis Joseph d’Albert d’Ailly, Duc de Picquigny (1741–1792).
In Paris bewohnten sie das Hôtel de Vendôme in der rue d’Enfer, ein Gebäude an der heutigen 60–64 boulevard Saint-Michel, wo sich die École supérieure des mines befindet. Bei Chaulnes in der Picardie stand das heute nicht mehr existierende Château de Chaulnes in einem weitläufigen Park.
Im Frühsommer 1769 wurde er krank und starb am 23. September 1769 im Alter von 54 Jahren.

### Militärische Laufbahn
Im Polnischen Thronfolgekrieg nahm er an der Belagerung von Kehl (1733) teil. Im selben Jahr war er an der von Philippsburg beteiligt. Im Feldzug des Jahres 1735 übernahm er von seinem Vater den Rang des Capitaine-lieutenant des Chevaux-légers. Während des anschließenden Friedens wurde er 1740 Brigadier de Cavalerie des armées du Roi.
Im Österreichischen Erbfolgekrieg nahm er am Feldzug in Böhmen und der Belagerung von Prag teil. 1743 wurde er in der Schlacht bei Dettingen verwundet; zur Anerkennung seiner Leistung wurde zum Ritter des Ordre royal et militaire de Saint-Louis und zum Vidame d’Amiens ernannt. Im Folgenden nahm er an den Belagerungen von Menen, Ypern, Veurne (frz. Furnes) und Freiburg im Breisgau teil; in dieser Zeit wurde er zum Maréchal de camp befördert. 1745 wurde er Aide-de-camp des Königs Ludwig XV. in der Schlacht bei Fontenoy und in der anschließenden Einnahme von Tournai. Im nächsten Jahr war er an der Belagerung von Namur und den Schlachten bei Roucourt und Lauffeldt (1747) beteiligt. Nach dieser letzten Schlacht wurde er zum lieutenant général des Armées du Roi bestellt und von König Ludwig XV. mit einer Pension von 6000 Livres belohnt.
Von 1747 bis 1753 war der Vertreter des Königs bei den États de Bretagne (Ständeversammlung der Bretagne). Am 2. Februar 1751 wurde er zum Ritter des Ordens vom Heiligen Geist und 1752 zum Gouverneur von Picardie und Artois ernannt.
Im Siebenjährigen Krieg nahm er 1757 an der Schlacht bei Hastenbeck teil.

### Wissenschaftler
Neben seinem militärischen Dienst interessierte er sich für die verschiedensten technischen, naturwissenschaftlichen und geisteswissenschaftlichen Dinge. Seine über die Jahre in Paris angesammelte Bibliothek umfasste mehr als 40.000 Bücher und Ansichten; daneben hatte er in seinem Schloss eine weitere Bibliothek mit über 1000 Büchern. In seinem Labor experimentierte er insbesondere mit optischen Instrumenten.
1743 wurde er als Ehrenmitglied in die Académie royale des sciences aufgenommen, an deren Sitzungen er so oft wie möglich teilnahm. 1750 wurde er deren Präsident. 1755 verfasste er ein Papier zu Newtons Werk über das Licht, das in der Akademie verlesen wurde. 1761 beobachtete er den Venustransit.
Er entwickelte das erste eigens für Messzwecke konzipierte Mikroskop, über das er 1768 eine Beschreibung veröffentlichte. Im selben Jahr veröffentlichte er eine neue Methode zur Kreisteilung, die internationale Beachtung fand, auch wenn sie in der Praxis selten angewendet wurde.

## Schriften
- Observations sur quelques Expériences de la quatrième partie du deuxième Livre de l’Optique de M. Newton. In: Histoire de l’Académie royale des sciences ... avec les mémoires de mathématique & de physique... tirez des registres de cette Académie, Paris 1755, S. 136 (Digitalisat auf Gallica)
- Description d’un microscope, et de différents micrometres destinés à mesurer des parties circulaires ou droites, avec la plus grande précision. 1768 (Digitalisat auf Gallica oder Volltext in der Google-Buchsuche)
- Nouvelle méthode pour diviser les instruments de mathématique et d’astronomie. Saillant & Nyon, Desaint, Paris 1768 (Digitalisat auf Gallica)